# Liste der Biografien/Smid
Liste der Biografien |
Portal Biografien |
Personensuche
# |
A |
B |
C |
D |
E |
F |
G |
H |
I |
J |
K |
L |
M |
N |
O |
P |
Q |
R |
S |
T |
U |
V |
W |
X |
Y |
Z |
?
 
Sa |
Sb |
Sc |
Sd |
Se |
Sf |
Sg |
Sh |
Si |
Sj |
Sk |
Sl |
Sm |
Sn |
So |
Sp |
Sq |
Sr |
Ss |
St |
Su |
Sv |
Sw |
Sy |
Sz
 
Sma |
Smb |
Sme |
Smi |
Smj |
Smo |
Smr |
Smu |
Smy
 
Smia |
Smic |
Smid |
Smie |
Smig |
Smij |
Smik |
Smil |
Smir |
Smis |
Smit
Die Liste der Biografien führt alle Personen auf, die in der deutschsprachigen Wikipedia einen Artikel haben. Dieses ist eine Teilliste mit 48 Einträgen von Personen, deren Namen mit den Buchstaben „Smid“ beginnt.

## Smid
- Šmid, Ivica (* 1976), kroatischer Fußballspieler
- Smid, Julijan (* 2003), österreichischer Skispringer
- Smid, Jurryt (* 1991), niederländischer Eishockeyspieler
- Smid, Klaas (* 1960), niederländischer Politiker (PvdA), Bürgermeister von Noordenveld (seit 2015)
- Smid, Ladislas (1915–1990), ungarisch-französischer Fußballspieler und -trainer
- Šmíd, Ladislav (* 1986), tschechischer Eishockeyspieler
- Šmíd, Lambert (* 1968), tschechischer Fußballspieler
- Smid, Marijan (* 1972), österreichischer Fußballspieler
- Smid, Menno (1928–2013), deutscher lutherischer Theologe und Geistlicher
- Smid, Stefan (* 1956), deutscher Rechtswissenschaftler
- Šmid, Tanja (* 1990), slowenische Schwimmsportlerin
- Šmíd, Tomáš (* 1956), tschechoslowakischer Tennisspieler

### Smida
- Smida, Maria (* 1977), deutsche Eishockey- und Softballspielerin

### Smidd
- Smiddy, Timothy A. (1875–1962), irischer Ökonom und Diplomat

### Smide
- Smidéliusz, Júlia (* 1987), ungarische Handballspielerin

### Smidk
- Šmidke, Karol (1897–1952), slowakischer Politiker

### Smido
- Šmídová, Lenka (* 1975), tschechische olympische Seglerin
- Šmídová, Marie (* 1907), tschechoslowakische Tischtennisspielerin

### Smids
- Smids, Michael Mathias (1626–1692), niederländischer Baumeister in brandenburgischen Diensten

### Smidt
- Smidt Nielsen, Karoline (* 1994), dänische Fußballspielerin
- Smidt Nielsen, Lone (* 1961), dänische Fußballspielerin
- Smidt, Agnes (1874–1952), deutsch-dänische Malerin
- Smidt, Diedrich (1931–2018), deutscher Veterinärmediziner, Agrarwissenschaftler und Hochschullehrer
- Smidt, Dieter (1927–1998), deutscher Atomphysiker und Autor
- Smidt, Emil Leonhard (1878–1954), deutscher Landschafts- und Figurenmaler
- Smidt, Heinrich (1798–1867), deutscher Schriftsteller
- Smidt, Heinrich (1806–1878), deutscher Jurist, Politiker, Bremer Senator und Archivar
- Smidt, Jan Hendrik (1831–1917), niederländischer Politiker
- Smidt, Johann (1773–1857), deutscher Politiker und Theologe, Bürgermeister von Bremen und Gründer von BremerhavenJohann Smidt (1773–1857)

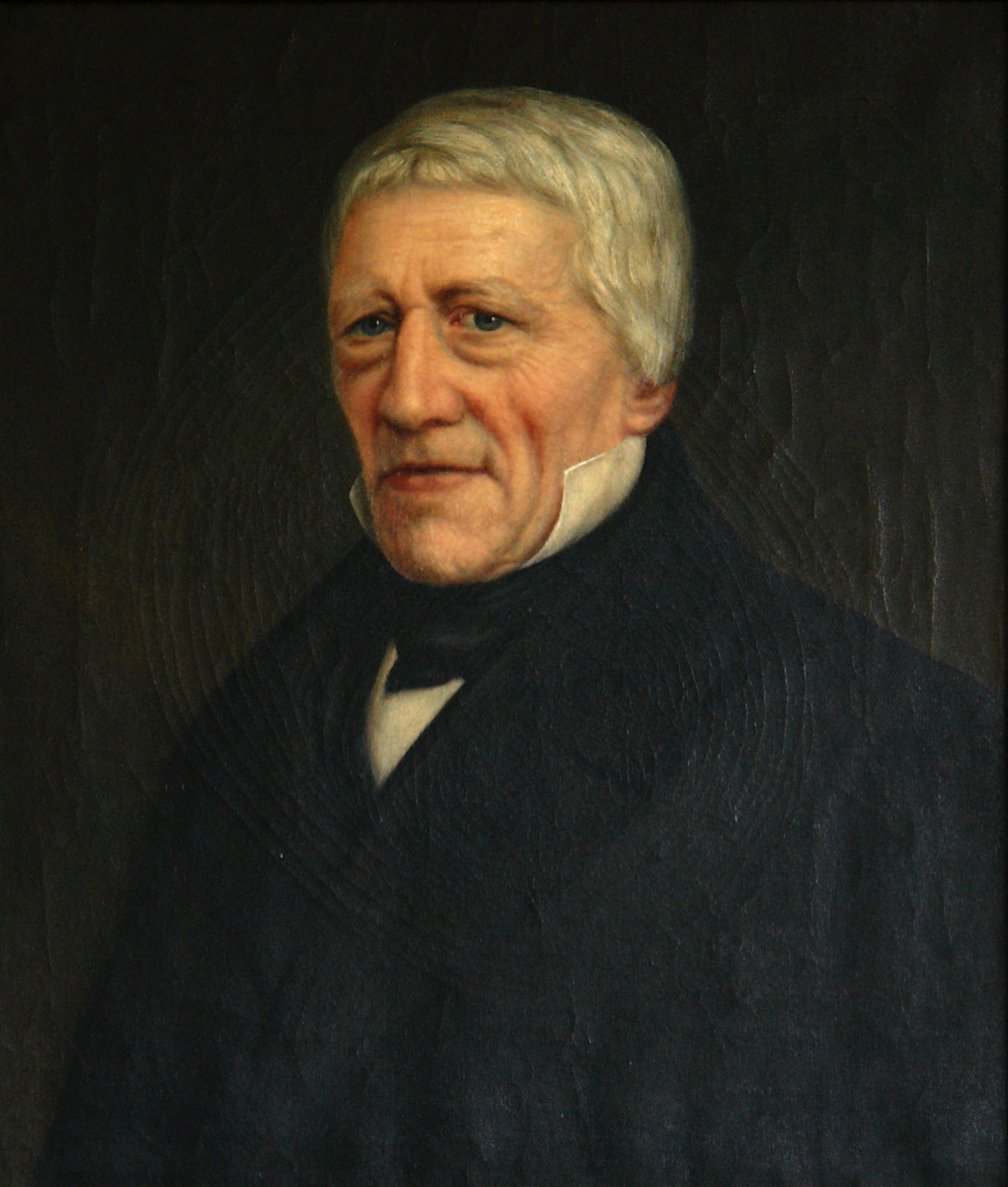
Johann Smidt (1773–1857)

- Smidt, Johann (1839–1910), deutscher Kaufmann, Mitglied der Bürgerschaft in Bremen
- Smidt, Jürgen, deutscher Chemiker
- Smidt, Karl E. (1903–1984), deutscher Marineoffizier, zuletzt Admiral
- Smidt, Marie (1845–1925), deutsche Bürgersfrau
- Smidt, Mathilda (* 2005), deutsche Schauspielerin
- Smidt, Nick (* 1997), niederländischer Hürdenläufer
- Smidt, Peter (1894–1957), deutscher Schriftsteller
- Smidt, Reinhard P. W. (1874–1954), deutsch-ostfriesischer Theologe und Mitglied der Bekennenden Kirche
- Smidt, Thorsten (* 1971), deutscher Kunsthistoriker
- Smidt, Udo (1900–1978), deutscher evangelisch-reformierter Theologe
- Smidt, Ulfert (* 1958), deutscher Kirchenmusiker
- Smidt, Wilhelm (1885–1968), Historiker und Archivdirektor
- Smidt, Wolbert G. C. (* 1966), deutscher Hochschullehrer und Buchautor
- Smidt, Wolbert Klaus (1936–2016), deutscher Nachrichtendienst-Mitarbeiter und Publizist
- Smidt, Wolbert Wolberts (1814–1859), ostfriesischer Dichter
- Smidt, Wolf-Udo (1929–1994), deutscher evangelischer Theologe
- Smidt-Jensen, Steen (* 1945), dänischer Zehnkämpfer, Hürdenläufer, Stabhochspringer und Hochspringer
- Smidts, Rudi (* 1963), belgischer Fußballspieler
- Smidtz, Peter Bernhard von, deutscher Ingenieur, Festungsbaumeister und Kartograf